# Michel Mallard
Michel Mallard (Ciudad de México, México, 1968) es un curador, fotógrafo y director creativo mexicano radicado en París.

## Primeros años
Poco después de terminar la universidad Mallard fue contratado por la editorial  Hachette Filipacchi para dirigir la revista L'Autre Journal; contactó a personalidades como Jean Baudrillard, Barbara Kruger, Sophie Calle, entre otros para que colaboraran en la publicación que cerraría año y medio después.

## Carrera
De 1998 a 2013 fue director artístico del Hyères Festival International De Mode Et Photographie colaborando con personalidades como Diane Pernet, Azzedine Alaïa, Dries Van Noten, entre otros. En 2005 se desempeñó como curador de Fotoseptiembre y ha trabajado como director creativo de la revista Vogue Homme International, L'Officiel y Marie Claire.

## Libros
- Hyères 2007. 22e Festival International de Mode et de Photographie. (2007)
- Fashion in the Mirror: Self-reflection in Fashion Photography. (2008)
- Hyères 2010, 25e festival international de mode et de photographie (French Edition). (2010)
- Louis Vuitton : photographie et mode. (2014)